# Wimbledon 1961
De 75e editie van het Britse grandslamtoernooi, Wimbledon 1961, werd gehouden van maandag 26 juni tot en met zaterdag 8 juli 1961. Voor de vrouwen was het de 68e editie van het graskampioenschap. Het toernooi werd gespeeld bij de All England Lawn Tennis and Croquet Club in de wijk Wimbledon van de Britse hoofdstad Londen. De titels in het enkelspel werden gewonnen door Rod Laver en Angela Mortimer.
Op de enige zondag tijdens het toernooi (Middle Sunday) werd traditioneel niet gespeeld.
Het toernooi van 1961 trok 282.537 toeschouwers.

## Belangrijkste uitslagen
Mannenenkelspel

Finale: Rod Laver (Australië) won van Chuck McKinley (VS) met 6-3, 6-1, 6-4 
Vrouwenenkelspel

Finale: Angela Mortimer (VK) won van Christine Truman (VK) met 4-6, 6-4, 7-5 
Mannendubbelspel

Finale: Roy Emerson (Australië) en Neale Fraser (Australië) wonnen van Bob Hewitt (Australië) en Fred Stolle (Australië) met 6-4, 6-8, 6-4, 6-8, 8-6 
Vrouwendubbelspel

Finale: Karen Hantze (VS) en Billie Jean Moffitt (VS) wonnen van Jan Lehane (Australië) en Margaret Smith (Australië) met 6-3, 6-4 
Gemengd dubbelspel

Finale: Lesley Turner (Australië) en Fred Stolle (Australië) wonnen van Edda Buding (West-Duitsland) en Robert Howe (Australië) met 11-9, 6-2 
Meisjesenkelspel

Finale: Galina Baksjejeva (Sovjet-Unie) won van Katherine Chabot (VS) met 6-4, 8-6 
Jongensenkelspel

Finale: Clark Graebner (VS) won van Ernst Blanke (Oostenrijk) met 6-3, 9-7 
Dubbelspel bij de junioren werd voor het eerst in 1982 gespeeld.

## Toeschouwersaantallen
|           |        | Eerste week |         | Tweede week |
| --------- | ------ | ----------- | ------- | ----------- |
| Maandag   |        | 19.866      |         | 26.112      |
| Dinsdag   | 23.633 | 22.486      |         |             |
| Woensdag  | 29.359 | 24.680      |         |             |
| Donderdag | 29.435 | 20.671      |         |             |
| Vrijdag   | 26.646 | 18.050      |         |             |
| Zaterdag  | 24.549 | 17.050      |         |             |
| Zondag    | –      | –           |         |             |
| Totaal    |        | 282.537     | 282.537 | 282.537     |

1877 · 1878 · 1879 · 1880 · 1881 · 1882 · 1883 · 1884 · 1885 · 1886 · 1887 · 1888 · 1889 · 1890 · 1891 · 1892 · 1893 · 1894 · 1895 · 1896 · 1897 · 1898 · 1899 · 1900 · 1901 · 1902 · 1903 · 1904 · 1905 · 1906 · 1907 · 1908 · 1909 · 1910 · 1911 · 1912 · 1913 · 1914 · 1915–1918 · 1919 · 1920 · 1921 · 1922 · 1923 · 1924 · 1925 · 1926 · 1927 · 1928 · 1929 · 1930 · 1931 · 1932 · 1933 · 1934 · 1935 · 1936 · 1937 · 1938 · 1939 · 1940–1945 · 1946 · 1947 · 1948 · 1949 · 1950 · 1951 · 1952 · 1953 · 1954 · 1955 · 1956 · 1957 · 1958 · 1959 · 1960 · 1961 · 1962 · 1963 · 1964 · 1965 · 1966 · 1967
↓ open tijdperk ↓
1968 (m-v-md-vd-gd) · 1969 (m-v-md-vd-gd) · 1970 (m-v-md-vd-gd) · 1971 (m-v-md-vd-gd) · 1972 (m-v-md-vd-gd) · 1973 (m-v-md-vd-gd) · 1974 (m-v-md-vd-gd) · 1975 (m-v-md-vd-gd) · 1976 (m-v-md-vd-gd) · 1977 (m-v-md-vd-gd) · 1978 (m-v-md-vd-gd) · 1979 (m-v-md-vd-gd) · 1980 (m-v-md-vd-gd) · 1981 (m-v-md-vd-gd) · 1982 (m-v-md-vd-gd) · 1983 (m-v-md-vd-gd) · 1984 (m-v-md-vd-gd) · 1985 (m-v-md-vd-gd) · 1986 (m-v-md-vd-gd) · 1987 (m-v-md-vd-gd) · 1988 (m-v-md-vd-gd) · 1989 (m-v-md-vd-gd) · 1990 (m-v-md-vd-gd) · 1991 (m-v-md-vd-gd) · 1992 (m-v-md-vd-gd) · 1993 (m-v-md-vd-gd) · 1994 (m-v-md-vd-gd) · 1995 (m-v-md-vd-gd) · 1996 (m-v-md-vd-gd) · 1997 (m-v-md-vd-gd) · 1998 (m-v-md-vd-gd) · 1999 (m-v-md-vd-gd) · 2000 (m-v-md-vd-gd) · 2001 (m-v-md-vd-gd) · 2002 (m-v-md-vd-gd) · 2003 (m-v-md-vd-gd) · 2004 (m-v-md-vd-gd) · 2005 (m-v-md-vd-gd) · 2006 (m-v-md-vd-gd) · 2007 (m-v-md-vd-gd) · 2008 (m-v-md-vd-gd) · 2009 (m-v-md-vd-gd) · 2010 (m-v-md-vd-gd) · 2011 (m-v-md-vd-gd) · 2012 (m-v-md-vd-gd) · 2013 (m-v-md-vd-gd) · 2014 (m-v-md-vd-gd) · 2015 (m-v-md-vd-gd) · 2016 (m-v-md-vd-gd) · 2017 (m-v-md-vd-gd) · 2018 (m-v-md-vd-gd) · 2019 (m-v-md-vd-gd) · 2020 · 2021 (m-v-md-vd-gd) · 2022 (m-v-md-vd-gd) · 2023 (m-v-md-vd-gd) · 2024 (m-v-md-vd-gd)
Lijst van Wimbledonwinnaars · Toernooien per editie